# Claude-Jean Darmon
Pour les articles homonymes, voir Darmon.
Claude-Jean Darmon est un artiste dessinateur et graveur en taille-douce (pointe sèche) français né le 25 décembre 1934 à Oran, vivant dans la région parisienne depuis 1960, membre du Comité national de l'estampe (Département des Estampes et de la Photographie de la Bibliothèque nationale de France), de la section gravure du Salon d'Automne qu'il préside, du comité du Salon de Mai, de la Jeune Gravure contemporaine dont il est vice-président, concepteur et fondateur du Salon Le signe et la marge, correspondant de l'Académie des beaux-arts depuis 2006.

## Biographie
Si Claude-Jean Darmon peint dès son adolescence en Algérie, ce dont son exposition personnelle chez Robert Martin (la Galerie Colline) en 1958 à Oran porte témoignage, il s'exprime ensuite exclusivement par le dessin et la gravure, ses expositions de la décennie 1960 attestant d'un glissement de la figuration vers l'abstraction.
Sur sa démarche artistique, Claude-Jean Darmon s'explique ainsi : « Sismographe hyper-sensible, la pointe-sèche enregistre et inscrit instantanément dans le cuivre toutes les variations de la pensée en autant de ponctuations signographiques densifiées ou modulations. Cet outil, révélé à la fin du XVe siècle par les soixante-douze séquences gravées du Maître du Livre de Raison, est celui que j'ai le plus souvent pris plaisir à apprivoiser. Je l'utilise, même sur de vastes surfaces, sans accompagnement d'acide ou de résine. Je crois que la réduction des manipulations techniques peut dans certains cas favoriser plus de réflexion. Parfois, ma pointe laboure plus ou moins profondément sur presque toute l'étendue de la plaque, scandant les noirs jamais ébarbés, modulant les demi-teintes dans une tessiture bien tempérée, épargnant pauses et ponctuations blanches, attentes silencieuses et sources de lumière. Ailleurs, le discours graphique s'épure et se resserre en écritures circonscrites sur un fond presque immaculé, articulant trois micro-structures principales de gris timbré comparables aux trois voix d'une fugue. Deux conceptions de l'espace qui préludent en alternance à la réalisation de mes estampes, à partir d'une esquisse initiale spontanée et en un mouvement progressif de densification des valeurs. Leur intensité, intuitivement conçue et tactilement pressentie avant d'être visuellement perçue, est en quelque sorte proportionnelle au degré de pénétration de l'outil dans le cuivre. Chaque poussée de l'outil dans le cuivre est une décharge émotive apte à vaincre sa résistance ».

## Écrits et conférences
- Claude-Jean Darmon, « Réflexions d'un graveur », dans Nouvelles de l'estampe, no 93, juillet 1987.
- Claude-Jean Darmon, « De la pointe sèche », dans Nouvelles de l'estampe, no 145, mars 1996.
- Claude-Jean Darmon, « Soixante graveurs, trois-cent soixante gravures », dans Nouvelles de l'estampe, no 153, juillet 1997.
- Claude-Jean Darmon, « Le signe et la marge », dans Nouvelles de l'estampe, no 163, mars 1999.
- Claude-Jean Darmon, « Salon d'automne », dans Nouvelles de l'estampe, no 165, juillet-septembre 1999.
- Claude-Jean Darmon, « A propos du bois gravé », dans Bulletin des amis du Musée d'Uzès, no 25, novembre 2001.
- Claude-Jean Darmon, « Le signe et la marge », dans Nouvelles de l'estampe, no 181, mars-avril 2002.
- Claude-Jean-Darmon, « La gravure au Salon d'automne 2002 », dans Nouvelles de l'estampe, no 184, octobre-novembre 2002.
- Claude-Jean Darmon, Résonance de la gravure du métal de Dürer à Picasso, conférence prononcée lors des Rencontres internationales de gravure, calligraphie et typographie, Château de Grouchy, Osny, 15 mars 2003.
- Claude-Jean Darmon, « La gravure au Salon d'automne 2006 », dans Nouvelles de l'estampe, no 207, juillet-septembre 2006.
- Claude-Jean Darmon, « Cuivres et cordes », dans Nouvelles de l'estampe, no 208, octobre-novembre 2006.
- Claude-Jean Darmon, « La gravure au Salon d'automne 2007 », dans Nouvelles de l'estampe, no 213, juillet-septembre 2007.
- Claude-Jean Darmon, Résonance du burin créateur de Dürer à nos jours, conférence prononcée à l'Académie des beaux-arts le 5 décembre 2007[2], au musée Bernard-d'Agesci, Niort, le 21 mai 2008[3].
- Écrit collectif des membres du conseil d'administration du Salon d'automne, Manifeste du Salon d'automne contre le pompiérisme d'état, 2008[4].
- Claude-Jean Darmon, « Mantegna et la taille-douce italienne au quattrocento et au cinquecento », dans Azart Magazine, no 36, janvier-février 2009.
- Claude-Jean Darmon, « La pointe sèche et l'eau-forte en Italie du Maître de 1615 à Castiglione », dans Azart Magazine, no 38, mai-juin 2009.
- Claude-Jean Darmon, « Henri Rivière, graveur et lithographe », dans Azart Magazine, no 40, septembre-octobre 2009.
- Claude-Jean Darmon, « Henri Rivière : les eaux-fortes et gravures sur bois », dans Azart Magazine, no 41, novembre-décembre 2009.
- Claude-Jean Darmon, « Bois de fil, bois de Bout », dans Azart Magazine, no 43, mars-avril 2010.
- Claude-Jean Darmon, « Un original issu d'un originel », dans Azart Magazine, no 45, juillet-août 2010.
- Claude-Jean Darmon, « Les débuts de l'estampe occidentale », dans Azart Magazine, no 50, mai-juin 2011 (Part.I) et no 51, juillet-août 2011 (Part.II).
- Claude-Jean Darmon, « La gravure en mouvement du XVIe au XXIe siècle », dans Azart Magazine, no 57, juillet-août 2012.
- Claude-Jean Darmon, Le visage dans l'œuvre gravé de Rembrandt, Académie des beaux-arts, conférence prononcée le 17 avril 2013[5],[6].

## Expositions personnelles
- Centre culturel de la Cité internationale universitaire de Paris, 1956, novembre 1958[7].
- Galerie Colline, Oran, 1958.
- Galerie 93, rue du Faubourg Saint-Honoré, Paris, 1959[8].
- Claude-Jean Darmon : gravures et dessins, Galerie Villand et Galanis, Paris, juin 1970.
- Bibliothèque de Chartres, 1975.
- Théâtre Pierre-Fresnay, Ermont, 1984.
- Exposition personnelle dans le cadre du Salon d'automne, Grand Palais, Paris, 1985.
- Claude-Jean Darmon : gravures, Galerie Mozart, Prague, août-septembre 1992, et Galerie Dielo, Bratislava, septembre-octobre 1992.
- Galerie Le Pavé, Saint-Germain-en-Laye, 1993.
- Galerie Dedalus, Morlaix, 1993.
- Galerie Helios, Honfleur, 1994.

## Expositions collectives
- Salon de la Jeune Peinture, Paris, 1960, 1962.
- Salon Grands et jeunes d'aujourd'hui, Paris, 1960, 1961, 1962.
- Salon d'automne, Paris, à partir de 1963 (sociétaire en 1969)[9].
- Salon du Dessin, Paris, à partir de 1964.
- Salon Le Trait, Paris, à partir de 1969.
- La Jeune Gravure Contemporaine et ses invités du Conseil québécois de l'estampe, Grand Palais des Champs-Élysées, Paris, octobre-novembre 1985, Musée du dessin et de l'estampe originale, Gravelines, décembre 1985 - janvier 1986, Musée national des beaux-arts du Québec, Québec, février 1987[10].
- Salon de Mai, Paris, de 1970 à 2014.
- Salon Le signe et la marge - Estampes contemporaines, Paris, à partir de 1984.
- Quatorze graveurs contemporains - Louis-René Berge, Devorah Boxer, Hélène Csech, Claude-Jean Darmon, Yves Doare, Jean Dometti, Jean-Gérard Gwezenneg, Yves Jobert, Roland de Laforcade, Étienne Lodého, Francis Mockel, Jean-Marc Reymond, Marie-Antoinette Roully Le Chevallier, José San Martin, Musée du Vieux-Lisieux, mai 1990, et Musée Eugène-Boudin, Honfleur, juin-juillet 1990[11].
- De Bonnard à Baselitz - Dix ans d'enrichissements du Cabinet des estampes, Bibliothèque nationale de France, Paris, 1992[12].
- George Ball, Claude-Jean Darmon, Roger Vieillard - Gravures, Musée Vivant-Denon, Chalon-sur-Saône, février-avril 1993.
- Vous avez dit... Estampe ?, Centre Théodore-Monod, Guyancourt, avril-mai 2010, œuvres et conférence de Claude-Jean Darmon[13].
- Le fonds d'art contemporain de la Villa Tamaris Pacha, Vieux moulin, Ollioules, mai 2010.
- Biennale Estamp'art 77, Espace culturel Victor-Prudhomme, Souppes-sur-Loing, 2010[14].
- Carrefour des arts - Concerts-exposition, Saint-Pierre-lès-Nemours, mars 2012[15].
- JGC Gravure contemporaine, Salernes, juillet 2013.
- Ici & Là - Exposition d'estampes contemporaines éditées par les associations membres de Manifestampe, Centre culturel L'Atelier, Montfort-L'Amaury, mars-avril 2014[16].
- Sortir de la réserve, Artothèque Antonin-Artaud, Marseille, novembre-décembre 2014.
- Pareidolie - Salon international du dessin contemporain, Artothèque Antonin-Artaud, Marseille, juin 2016.
- Claude Abeille (sculptures), Patrick Devreux (peintures), Claude-Jean Darmon, Yvonne Alexieff, Carlos Lopez et Safet Zec, gravures (présentation de Claude-Jean Darmon), Galerie Thomé, 19 rue Mazarine, Paris, septembre-octobre 2018.

## Réception critique
- « Darmon n'expose que des dessins, mais quels dessins ! On se demande comment il s'y prend pour nous transmettre, à l'aide d'une simple plume et de l'encre noire, ces impressions de fluidité extra-terrestre. On ne sait si ces paysages sont inondés de blonde lumière ou recouverts de neige immaculée, c'est la suprême pureté de l'art. Il a créé un monde bien à lui de calme féerie, où rien ne pèse, où tintent seulement des menuets de Mozart ou des valses de Chopin. » - Henri Héraut[8]
- « Aux hasards de l'aquatinte, Claude-Jean Darmon préfère l'aiguille qui pénètre et effleure le cuivre, à volonté. Il maîtrise ainsi les gris nuancés par d'innombrables tailles serrées, dépassant de cette façon la tradition linéaire de la pointe sèche. » - Claude Bouret[17]
- « Ses gravures abstraites, exécutées à la pointe sèche, modulent le gris tantôt par un labourage serré du cuivre qui mène à des noirs veloutés, tantôt par un effleurement qui donne des graduations plus ténues, "l'intensité des valeurs étant en quelque sorte proportionnelle au degré de pénétration de l'outil dans le métal", selon l'explication de Darmon. » - Dictionnaire Bénézit[18]

## Musées et collections publiques
- MUDO - Musée de l'Oise, Beauvais.
- Musée d'art moderne de Belfort.
- Musée des beaux-arts et d'archéologie de Besançon.
- Musée Rimbaud, Charleville-Mézières.
- Musée Jean-de-La-Fontaine, Château-Thierry.
- Musée des beaux-arts de Dijon.
- Musée du dessin et de l'estampe originale de Gravelines.
- Musée Eugène-Boudin de Honfleur.
- Musée d'art et d'histoire de Meudon.
- Artothèque Antonin-Artaud, Marseille[19].
- Musée des beaux-arts de Mulhouse.
- Musée d'art moderne de la ville de Paris.
- Cabinet des estampes de la Bibliothèque nationale de France, Paris, Structure VII, pointe-sèche, 1986[12].
- Cabinet des estampes de l'Institut de France, quai de Conti, Paris.
- Fonds national d'art contemporain, Paris.
- Musée Sainte-Croix, Poitiers.
- Musée Paul-Valéry, Sète.
- Monastère royal de Brou, Bourg-en-Bresse.
- Musée d'art contemporain de Chamalières.
- Villa Tamaris, La Seyne-sur-Mer.
- Musée de Soissons.
- Cabinet des estampes et des dessins de Strasbourg.
- Musée national des beaux-arts d'Alger.
- Musée Sursock, Beyrouth.
- Musée national de Cracovie.
- Cabinet des estampes du Musée d'art et d'histoire de Genève.
- Musée national de la gravure contemporaine, Madrid.
- Musée National Zabana d'Oran.
- Centre culturel de Rehovot.
- Musée d'art contemporain de Skopje.

## Collections privées
- Pierre Bourut[20].
- Robert Martin[21].